# Février 1853

## Événements
- 4 février, France : l’empereur nomme de nombreux nouveaux sénateurs.

- 6 février : émeutes de Milan : une poignée d’insurgés, achetés avec l’argent envoyé de Suisse par Mazzini, échouent en quelques heures et sont massacrés.

- 18 février : le roi de Birmanie Pagan Min est contraint d'abdiquer en faveur de son demi-frère Mindon Min.

## Naissances
- 15 février : Rodmond Palen Roblin, premier ministre du Manitoba.

## Décès
- 4 février : Coraly de Fourmond, peintre française (°vers 1801/1803)